# ImageJ
ImageJ ist ein Bildbearbeitungs- und Bildverarbeitungsprogramm. Es wird vielfach für medizinische und wissenschaftliche Bildanalyse genutzt, zum Beispiel zum Vermessen von Strukturen auf Mikroskopaufnahmen. In der Druckvorstufe wird es für Farbraumanalysen verwendet.
Das Programm und der Quelltext sind gemeinfrei (public domain, Open Source) und dürfen daher frei kopiert und von jedermann verändert werden.
Die Funktionalität des Programms kann durch Hunderte von Plug-ins erweitert werden.
Zusätzlich ist die API von ImageJ dabei so entworfen, dass ImageJ selbst ebenso als Bildverarbeitungsbibliothek in andere Programme eingebunden werden kann. ImageJ ist in Java geschrieben und damit plattformübergreifend verwendbar.

## Entwicklung

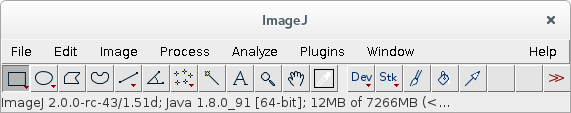
Das Hauptfenster von ImageJ (Debian Linux mit Gnome3). Die Statusleiste zeigt, dass sowohl ImageJ2 (2.0.0-rc-43), als auch ImageJ1 (1.51d) enthalten sind.

ImageJ wird seit 1997 von Wayne Rasband, einem ehemaligen Mitarbeiter der National Institutes of Health, entwickelt. ImageJ1 ist die Kernkomponente der Software, die als ImageJ verfügbar ist. Mit ImageJ2 und Fiji (Fiji Is Just ImageJ) existieren zwei Projekte, die die Entwicklung von ImageJ in einem größeren Team vorantreiben.
Bei ImageJ2 liegt der Fokus auf einer Trennung von grafischer Benutzeroberfläche und der Verarbeitung der Daten. Dazu wird ImgLib2 verwendet, eine Bibliothek für die Verarbeitung multidimensionaler Bilddaten. In ImageJ sind sowohl ImageJ1 als auch ImageJ2 enthalten.
Fiji (Rekursives Akronym für Fiji is just ImageJ) wurde ursprünglich initiiert, um möglichst viele Werkzeuge für die Analyse von Bildern biologischer Proben in einer Software zu vereinen. Dazu wurde ImageJ um eine Vielzahl von Plug-ins erweitert und unter dem Namen Fiji zum Download angeboten. Viele Funktionen, die zu Fiji hinzugefügt wurden, sind mittlerweile auch Bestandteil von ImageJ, wie zum Beispiel der Updater und der Script-Editor.
Bio7 ist eine Anwendung basierend auf Eclipse, die ImageJ als ein Plugin integriert. Das Eclipse-Plugin enthält neben einer flexiblen Darstellung von Bildern einen mächtigen ImageJ-Skripteditor, der auch das Debuggen von ImageJ-Makros unterstützt.  Das Plugin kann unabhängig in Eclipse als Erweiterung installiert werden.